# ديفيد هان (سياسي)
ديفيد هان هو سياسي كندي، ولد في 15 مايو 1925 في تورونتو في كندا، وتوفي في 8 ديسمبر 2012 في كولينجوود في كندا. حزبياً، نشط في الحزب الليبرالي الكندي. وقد انتخب عضو مجلس العموم الكندي.